# Delia attenuata
Delia attenuata este o specie de muște din genul Delia, familia Anthomyiidae. A fost descrisă pentru prima dată de Malloch în anul 1920.
Este endemică în California. Conform Catalogue of Life specia Delia attenuata nu are subspecii cunoscute.